# Wolcott (Vermont)
Pour les articles homonymes, voir Wolcott.
Wolcott est une municipalité (town) américaine de l'État du Vermont, située dans le comté de Lamoille. Lors du recensement de 2020, sa population s'élevait à 1 670 habitants.

## Géographie
Situé dans le nord du Vermont, le territoire de Wolcott forme un quadrilatère de 101,4 km2. Il est traversé dans sa partie sud par la rivière Lamoille au bord de laquelle s'étire le nœud urbain de la municipalité.
|            | Craftsbury | Greensboro |
| Hyde Park  | Wolcott    | Hardwick   |
| Morristown | Elmore     |            |

## Histoire
Fondée à la fin du XVIIIe siècle, la municipalité porte le nom d'Oliver Wolcott, un des signataires de la Déclaration d'indépendance des États-Unis.

## Politique et administration
La municipalité est administrée par un conseil de cinq membres élus (Selectboard) qui est responsable de la conduite générale des affaires locales. Il a pour fonctions de publier les règlements locaux, préparer le budget, superviser toutes les dépenses, gérer les employés municipaux et contrôler les bâtiments et les biens publics. Il est assisté de « justices de paix » élus et d'un administrateur (clerk town), réunis au sein du Conseil de l'autorité civile.